# Macedón labdarúgó-válogatott
A macedón labdarúgó-válogatott Észak-Macedónia nemzeti csapata, amelyet a macedón labdarúgó-szövetség (Macedónul:Фудбалска Федерација на Македонија magyar átírásban: Fudbalszka Federacija na Makedonija) irányít.
Jugoszlávia széthullását követően 1993. október 13-án játszotta első hivatalos mérkőzését Kranjban, Szlovéniában. 1994-ben a FIFA és az UEFA tagjai lettek. Macedónia részt vett a 2020-as Európa-bajnokságon, ez volt a legelső nemzetközi szereplése a nemzeti válogatottnak. Legnagyobb vereségük Londonban egy 0:7, Anglia ellen, 2023. június 19-én.

## Nemzetközi eredmények

### Világbajnokság
| Világbajnokság | Világbajnokság            | Világbajnokság            | Világbajnokság            | Világbajnokság            | Világbajnokság            | Világbajnokság            | Világbajnokság            | Világbajnokság            | Világbajnokság            | Selejtezők                | Selejtezők                | Selejtezők                | Selejtezők                | Selejtezők                | Selejtezők                | Selejtezők                |
| Év             | Eredmény                  | H.                        | M                         | Gy                        | D                         | V                         | G+                        | G–                        | Keret                     | H.                        | M                         | Gy                        | D                         | V                         | G+                        | G–                        |
| -------------- | ------------------------- | ------------------------- | ------------------------- | ------------------------- | ------------------------- | ------------------------- | ------------------------- | ------------------------- | ------------------------- | ------------------------- | ------------------------- | ------------------------- | ------------------------- | ------------------------- | ------------------------- | ------------------------- |
| 1930–1990      | A Jugoszlávia része volt. | A Jugoszlávia része volt. | A Jugoszlávia része volt. | A Jugoszlávia része volt. | A Jugoszlávia része volt. | A Jugoszlávia része volt. | A Jugoszlávia része volt. | A Jugoszlávia része volt. | A Jugoszlávia része volt. | A Jugoszlávia része volt. | A Jugoszlávia része volt. | A Jugoszlávia része volt. | A Jugoszlávia része volt. | A Jugoszlávia része volt. | A Jugoszlávia része volt. | A Jugoszlávia része volt. |
| 1994           | nem indult                | nem indult                | nem indult                | nem indult                | nem indult                | nem indult                | nem indult                | nem indult                | nem indult                | nem indult                | nem indult                | nem indult                | nem indult                | nem indult                | nem indult                | nem indult                |
| 1998           | nem jutott ki             | nem jutott ki             | nem jutott ki             | nem jutott ki             | nem jutott ki             | nem jutott ki             | nem jutott ki             | nem jutott ki             | nem jutott ki             | 4.                        | 10                        | 4                         | 1                         | 5                         | 22                        | 18                        |
| 2002           | nem jutott ki             | nem jutott ki             | nem jutott ki             | nem jutott ki             | nem jutott ki             | nem jutott ki             | nem jutott ki             | nem jutott ki             | nem jutott ki             | 4.                        | 10                        | 1                         | 4                         | 5                         | 11                        | 18                        |
| 2006           | nem jutott ki             | nem jutott ki             | nem jutott ki             | nem jutott ki             | nem jutott ki             | nem jutott ki             | nem jutott ki             | nem jutott ki             | nem jutott ki             | 5.                        | 12                        | 2                         | 3                         | 7                         | 11                        | 24                        |
| 2010           | nem jutott ki             | nem jutott ki             | nem jutott ki             | nem jutott ki             | nem jutott ki             | nem jutott ki             | nem jutott ki             | nem jutott ki             | nem jutott ki             | 4.                        | 8                         | 2                         | 1                         | 5                         | 5                         | 11                        |
| 2014           | nem jutott ki             | nem jutott ki             | nem jutott ki             | nem jutott ki             | nem jutott ki             | nem jutott ki             | nem jutott ki             | nem jutott ki             | nem jutott ki             | 6.                        | 10                        | 2                         | 1                         | 7                         | 7                         | 16                        |
| 2018           | nem jutott ki             | nem jutott ki             | nem jutott ki             | nem jutott ki             | nem jutott ki             | nem jutott ki             | nem jutott ki             | nem jutott ki             | nem jutott ki             | 5.                        | 10                        | 3                         | 2                         | 5                         | 15                        | 15                        |
| 2022           | nem jutott ki             | nem jutott ki             | nem jutott ki             | nem jutott ki             | nem jutott ki             | nem jutott ki             | nem jutott ki             | nem jutott ki             | nem jutott ki             | 2.                        | 12                        | 6                         | 3                         | 3                         | 24                        | 13                        |
| 2026           | később                    | később                    | később                    | később                    | később                    | később                    | később                    | később                    | később                    | később                    | később                    | később                    | később                    | később                    | később                    | később                    |
| Összesen       |                           | 0/7                       | –                         | –                         | –                         | –                         | –                         | –                         | –                         | Összesen                  | 72                        | 20                        | 15                        | 37                        | 95                        | 115                       |

### Európa-bajnokság
| Európa-bajnokság | Európa-bajnokság          | Európa-bajnokság          | Európa-bajnokság          | Európa-bajnokság          | Európa-bajnokság          | Európa-bajnokság          | Európa-bajnokság          | Európa-bajnokság          | Európa-bajnokság          | Selejtezők                | Selejtezők                | Selejtezők                | Selejtezők                | Selejtezők                | Selejtezők                | Selejtezők                |
| Év               | Eredmény                  | H.                        | M                         | Gy                        | D                         | V                         | G+                        | G–                        | Keret                     | H.                        | M                         | Gy                        | D                         | V                         | G+                        | G–                        |
| ---------------- | ------------------------- | ------------------------- | ------------------------- | ------------------------- | ------------------------- | ------------------------- | ------------------------- | ------------------------- | ------------------------- | ------------------------- | ------------------------- | ------------------------- | ------------------------- | ------------------------- | ------------------------- | ------------------------- |
| 1960–1992        | A Jugoszlávia része volt. | A Jugoszlávia része volt. | A Jugoszlávia része volt. | A Jugoszlávia része volt. | A Jugoszlávia része volt. | A Jugoszlávia része volt. | A Jugoszlávia része volt. | A Jugoszlávia része volt. | A Jugoszlávia része volt. | A Jugoszlávia része volt. | A Jugoszlávia része volt. | A Jugoszlávia része volt. | A Jugoszlávia része volt. | A Jugoszlávia része volt. | A Jugoszlávia része volt. | A Jugoszlávia része volt. |
| 1996             | nem jutott ki             | nem jutott ki             | nem jutott ki             | nem jutott ki             | nem jutott ki             | nem jutott ki             | nem jutott ki             | nem jutott ki             | nem jutott ki             | 4.                        | 10                        | 1                         | 4                         | 5                         | 9                         | 18                        |
| 2000             | nem jutott ki             | nem jutott ki             | nem jutott ki             | nem jutott ki             | nem jutott ki             | nem jutott ki             | nem jutott ki             | nem jutott ki             | nem jutott ki             | 4.                        | 8                         | 2                         | 2                         | 4                         | 13                        | 14                        |
| 2004             | nem jutott ki             | nem jutott ki             | nem jutott ki             | nem jutott ki             | nem jutott ki             | nem jutott ki             | nem jutott ki             | nem jutott ki             | nem jutott ki             | 4.                        | 8                         | 1                         | 3                         | 4                         | 11                        | 14                        |
| 2008             | nem jutott ki             | nem jutott ki             | nem jutott ki             | nem jutott ki             | nem jutott ki             | nem jutott ki             | nem jutott ki             | nem jutott ki             | nem jutott ki             | 5.                        | 12                        | 4                         | 2                         | 6                         | 12                        | 12                        |
| 2012             | nem jutott ki             | nem jutott ki             | nem jutott ki             | nem jutott ki             | nem jutott ki             | nem jutott ki             | nem jutott ki             | nem jutott ki             | nem jutott ki             | 5.                        | 10                        | 2                         | 2                         | 6                         | 8                         | 14                        |
| 2016             | nem jutott ki             | nem jutott ki             | nem jutott ki             | nem jutott ki             | nem jutott ki             | nem jutott ki             | nem jutott ki             | nem jutott ki             | nem jutott ki             | 6.                        | 10                        | 1                         | 1                         | 8                         | 6                         | 18                        |
| 2020             | Csoportkör                | 23.                       | 3                         | 0                         | 0                         | 3                         | 2                         | 8                         | Keret                     | 3. (pótselejtező)         | 12                        | 6                         | 2                         | 4                         | 15                        | 14                        |
| 2024             | nem jutott ki             | nem jutott ki             | nem jutott ki             | nem jutott ki             | nem jutott ki             | nem jutott ki             | nem jutott ki             | nem jutott ki             | nem jutott ki             | 4.                        | 8                         | 2                         | 2                         | 4                         | 10                        | 20                        |
| Összesen         |                           | 1/8                       | 3                         | 0                         | 0                         | 3                         | 2                         | 8                         | –                         | Összesen                  | 78                        | 19                        | 18                        | 41                        | 84                        | 123                       |

### UEFA Nemzetek Ligája
| Csoportkör / Negyeddöntő / Osztályozó | Csoportkör / Negyeddöntő / Osztályozó | Csoportkör / Negyeddöntő / Osztályozó | Csoportkör / Negyeddöntő / Osztályozó | Csoportkör / Negyeddöntő / Osztályozó | Csoportkör / Negyeddöntő / Osztályozó | Csoportkör / Negyeddöntő / Osztályozó | Csoportkör / Negyeddöntő / Osztályozó | Csoportkör / Negyeddöntő / Osztályozó | Csoportkör / Negyeddöntő / Osztályozó | Csoportkör / Negyeddöntő / Osztályozó | Csoportkör / Negyeddöntő / Osztályozó | Egyenes kieséses szakasz | Egyenes kieséses szakasz | Egyenes kieséses szakasz | Egyenes kieséses szakasz | Egyenes kieséses szakasz | Egyenes kieséses szakasz | Egyenes kieséses szakasz | Egyenes kieséses szakasz | Egyenes kieséses szakasz |
| Szezon                                | Liga                                  | Csoport                               | H                                     | M                                     | Gy                                    | D                                     | V                                     | G+                                    | G–                                    | Feljutás/kiesés                       | Helyezés                              | Év                       | Eredmény                 | M                        | Gy                       | D                        | V                        | G+                       | G–                       | Keret                    |
| ------------------------------------- | ------------------------------------- | ------------------------------------- | ------------------------------------- | ------------------------------------- | ------------------------------------- | ------------------------------------- | ------------------------------------- | ------------------------------------- | ------------------------------------- | ------------------------------------- | ------------------------------------- | ------------------------ | ------------------------ | ------------------------ | ------------------------ | ------------------------ | ------------------------ | ------------------------ | ------------------------ | ------------------------ |
| 2018–19                               | D                                     | 4.                                    | 1.                                    | 6                                     | 5                                     | 0                                     | 1                                     | 14                                    | 5                                     | Növekedés                             | 41.                                   | 2019                     | nem jutott be            | nem jutott be            | nem jutott be            | nem jutott be            | nem jutott be            | nem jutott be            | nem jutott be            | nem jutott be            |
| 2020–21                               | C                                     | 2.                                    | 2.                                    | 6                                     | 2                                     | 3                                     | 1                                     | 9                                     | 8                                     | Állandó                               | 40.                                   | 2021                     | nem jutott be            | nem jutott be            | nem jutott be            | nem jutott be            | nem jutott be            | nem jutott be            | nem jutott be            | nem jutott be            |
| 2022–23                               | C                                     | 4.                                    | 3.                                    | 6                                     | 2                                     | 1                                     | 3                                     | 7                                     | 7                                     | Állandó                               | 42.                                   | 2023                     | nem jutott be            | nem jutott be            | nem jutott be            | nem jutott be            | nem jutott be            | nem jutott be            | nem jutott be            | nem jutott be            |
| 2024–25                               | C                                     | 4.                                    | 1.                                    | 6                                     | 5                                     | 1                                     | 0                                     | 10                                    | 1                                     | Növekedés                             | 30.                                   | 2025                     | nem jutott be            | nem jutott be            | nem jutott be            | nem jutott be            | nem jutott be            | nem jutott be            | nem jutott be            | nem jutott be            |
| 2026–27                               | B                                     |                                       |                                       |                                       |                                       |                                       |                                       |                                       |                                       |                                       |                                       | 2027                     | nem jutott be            | nem jutott be            | nem jutott be            | nem jutott be            | nem jutott be            | nem jutott be            | nem jutott be            | nem jutott be            |
| Összesen                              | Összesen                              | Összesen                              | Összesen                              | 24                                    | 14                                    | 5                                     | 5                                     | 40                                    | 21                                    |                                       |                                       |                          | 0/5                      | –                        | –                        | –                        | –                        | –                        | –                        |                          |

## Játékosok

### Játékoskeret
Az észak-macedón válogatott kerete a 2022-es labdarúgó-világbajnokság pótselejtezői mérkőzéseire.
2022. március 24-én lett frissítve.
| Szám          | Poszt   | Név                               | Születési dátum / Kor          | Válogatottság | Gólok   | Klub             |         |
| Kapusok       | Kapusok | Kapusok                           | Kapusok                        | Kapusok       | Kapusok | Kapusok          | Kapusok |
| ------------- | ------- | --------------------------------- | ------------------------------ | ------------- | ------- | ---------------- | ------- |
| 1             | K       | Stole Dimitrievski                | 1993. december 25. (31 éves)   | 52            | 0       | Rayo Vallecano   |         |
| 12            | K       | Kristijan Naumovski               | 1988. szeptember 17. (36 éves) | 6             | 0       | Shkupi           |         |
| 22            | K       | Damjan Shishkovski                | 1995. március 18. (30 éves)    | 6             | 0       | Doxa             |         |
| Védők         |         |                                   |                                |               |         |                  |         |
| 13            | V       | Stefan Ristovski (csapatkapitány) | 1992. február 12. (33 éves)    | 74            | 2       | Dinamo Zágráb    |         |
| 8             | V       | Ezgjan Alioski                    | 1992. február 12. (33 éves)    | 54            | 12      | el-Áhlí          |         |
| 4             | V       | Kire Risztevszki                  | 1990. október 22. (34 éves)    | 53            | 0       | AÉ Lemeszú       |         |
| 6             | V       | Viszar Muszliu                    | 1994. november 13. (30 éves)   | 40            | 1       | FC Ingolstadt    |         |
| 14            | V       | Darko Velkovski                   | 1995. június 21. (29 éves)     | 38            | 3       | Rijeka           |         |
| 3             | V       | Stefan Ashkovski                  | 1992. február 24. (33 éves)    | 10            | 0       | Sepsi            |         |
| 2             | V       | Todor Todoroski                   | 1999. február 26. (26 éves)    | 1             | 0       | Sereď            |         |
| 15            | V       | Nikola Szerafimov                 | 1999. augusztus 11. (25 éves)  | 0             | 0       | Zalaegerszeg     |         |
| Középpályások |         |                                   |                                |               |         |                  |         |
| 20            | KP      | Sztefan Szpirovszki               | 1990. augusztus 23. (34 éves)  | 48            | 1       | MTK Budapest     |         |
| 10            | KP      | Enisz Bardi                       | 1995. július 2. (29 éves)      | 42            | 9       | Levante          |         |
| 16            | KP      | Boban Nikolov                     | 1994. július 28. (30 éves)     | 40            | 3       | Sheriff Tiraspol |         |
| 7             | KP      | Elif Elmasz                       | 1999. szeptember 24. (25 éves) | 37            | 9       | Napoli           |         |
| 5             | KP      | Arijan Ademi                      | 1991. május 29. (33 éves)      | 26            | 4       | Dinamo Zágráb    |         |
| 21            | KP      | Tihomir Kostadinov                | 1996. március 4. (29 éves)     | 18            | 0       | Piast Gliwice    |         |
| 11            | KP      | Darko Churlinov                   | 2000. július 11. (24 éves)     | 12            | 2       | Schalke 04       |         |
|               | KP      | David Babunski                    | 1994. március 1. (31 éves)     | 9             | 0       | Debrecen         |         |
|               | KP      | Erdal Rakip                       | 1996. február 13. (29 éves)    | 2             | 0       | Malmö            |         |
|               | KP      | Jani Atanasov                     | 1999. október 31. (25 éves)    | 1             | 0       | Hajduk Split     |         |
| 17            | KP      | Valon Ethemi                      | 1997. október 3. (27 éves)     | 0             | 0       | İstanbulspor     |         |
| Csatárok      |         |                                   |                                |               |         |                  |         |
| 9             | CS      | Alekszandar Trajkovszki           | 1992. szeptember 5. (32 éves)  | 74            | 19      | el-Fajhá         |         |
| 19            | CS      | Milan Ristovski                   | 1998. április 8. (27 éves)     | 8             | 2       | Spartak Trnava   |         |
| 23            | CS      | Bojan Miovszki                    | 1999. június 24. (25 éves)     | 4             | 0       | MTK Budapest     |         |
| 18            | CS      | Dorian Babunski                   | 1996. augusztus 29. (28 éves)  | 0             | 0       | Debrecen         |         |
|               | CS      | Erdon Daci                        | 1998. július 4. (26 éves)      | 0             | 0       | Westerlo         |         |

## Válogatottsági rekordok
Az adatok 2020. november 12. állapotoknak felelnek meg.
- A még aktív játékosok félkövérrel vannak megjelölve.

### Legtöbbször pályára lépett játékosok
| Hely | Játékos                 | Időszak   | Mérk. |
| ---- | ----------------------- | --------- | ----- |
| 1    | Goran Pandev            | 2001 –    | 114   |
| 2    | Goce Sedloski           | 1996–2010 | 100   |
| 3    | Veliche Shumulikoski    | 2002–2013 | 84    |
| 4    | Artim Shakiri           | 1996–2006 | 72    |
| 5    | Igor Mitreski           | 2001–2011 | 70    |
| 6    | Nikolche Noveski        | 2004–2013 | 64    |
| 7    | Ivan Tricskovszki       | 2010 –    | 60    |
| 8    | Petar Miloshevski       | 1998–2009 | 59    |
| 9    | Stefan Ristovski        | 2011 –    | 58    |
| 9    | Alekszandar Trajkovszki | 2011 –    | 58    |

### Legtöbb gólt szerző játékosok

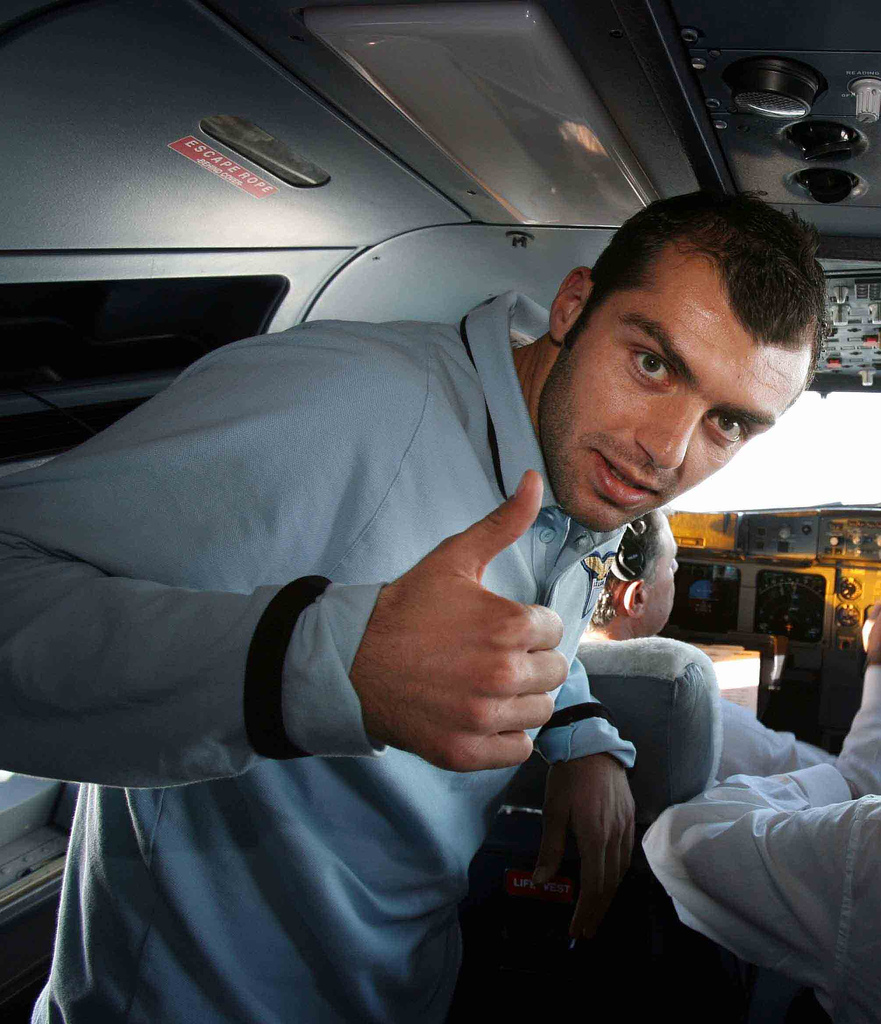
Goran Pandev 27 góllal a macedón válogatott legeredményesebb játékosa.

| Hely | Játékos                 | Időszak   | Gól | Vál. | Átlag |
| ---- | ----------------------- | --------- | --- | ---- | ----- |
| 1    | Goran Pandev            | 2001 –    | 36  | 114  | 0.32  |
| 2    | Gjorgji Hrisztov        | 1995–2003 | 16  | 48   | 0.33  |
| 3    | Alekszandar Trajkovszki | 2011 –    | 15  | 58   | 0.26  |
| 3    | Artim Shakiri           | 1996–2006 | 15  | 72   | 0.21  |
| 5    | Goran Maznov            | 2001–2009 | 10  | 45   | 0.22  |
| 6    | Ilija Nestorovski       | 2016 –    | 9   | 42   | 0.21  |
| 6    | Ilcho Naumoski          | 2003–2012 | 9   | 45   | 0.2   |
| 8    | Saša Ćirić              | 1996–2003 | 8   | 26   | 0.31  |
| 8    | Goce Sedloski           | 1996–2010 | 8   | 100  | 0.08  |
| 10   | Ezgjan Alioski          | 2013 –    | 7   | 39   | 0.18  |
| 10   | Agim Ibraimi            | 2009–2016 | 7   | 39   | 0.18  |

### Ismert játékosok
- Dančo Celeski
- Alekszandar Bajevszki
- Darko Pancsev
- Toni Szavevszki
- Vaszil Ringov
- Artim Szakiri
- Toni Micevszki
- Szasa Kirik
- Gjorgji Hrisztov
- Gocse Szedloszki
- Goran Pandev
- Ilija Najdoszki
- Aco Sztojkov

## Szövetségi kapitányok
- Andon Dončevski (1993–1995)
- Gjoko Hadžievski (1996–1999)
- Dragan Kanatlarovski (1999–2001)
- Gjore Jovanovski (2001–2002)
- Nikola Ilievski (2002–2003)
- Dragan Kanatlarovski (2003–2005)
- Slobodan Santrač (2005)
- Boban Babunski (2005–2006)
- Srečko Katanec (2006–2009)
- Mirsad Jonuz (2009–2011)
- John Toshack (2011–2012)
- Čedomir Janevski (2012–2013)
- Boško Gjurovski (2013–2015)
- Ljubinko Drulović (2015)
- Igor Angelovszki (2015–)

## Lásd még
- Macedón U21-es labdarúgó-válogatott
- Macedón női labdarúgó-válogatott